# Gibbsiella
Genre
Gibbsiella est un genre de bacilles Gram négatifs (BGN) de la famille des Enterobacteriaceae. Son nom fait référence au phytopathologiste John N. Gibbs en hommage à ses travaux portant sur la phytopathologie des forêts.

## Taxonomie
Ce genre a été créé en 2011 pour recevoir l'espèce phytopathogène Gibsiella quercinecans isolée de chênes infectés.
Jusqu'en 2016 il était rattaché par des critères phénotypiques à la famille des Enterobacteriaceae. Malgré la refonte de l'ordre des Enterobacterales par Adeolu et al. en 2016 à l'aide des techniques de phylogénétique moléculaire, Gibbsiella reste dans la famille des Enterobacteriaceae dont le périmètre redéfini compte néanmoins beaucoup moins de genres qu'auparavant.

## Liste d'espèces
Selon la LPSN (1er novembre 2022) :
- Gibbsiella dentisursi Saito et al. 2013
- Gibbsiella greigii Brady et al. 2015
- Gibbsiella quercinecans Brady et al. 2011 – espèce type

L'espèce Gibsiella papilionis a été reclassée en Gibsiella dentisursi.